# Brittisk-indiska armén
Brittisk-indiska armén (engelska: Indian Army) var armén i Indien under Brittiska Indiens tid (1857–1947). Den bestod av en europeisk kärna och en armé av indiska soldater. De brittiska territorierna i Indien administrerades före 1858 av Brittiska Ostindiska Kompaniet. Då bildade de europeiska trupperna delvis en särskild "indisk armé", i det att Ostindiska kompaniet hade rätt att värva européer (engelsmän) till ett antal av 20 000 man, varjämte den engelska kronan sedan 1814 på kompaniets räkning sände "kungliga" trupper till en styrka av 29 000 man. Från 1858 utsände Storbritannien ett antal regementen till Indien, där de stannade några år för att sedan återvända hem. Den inhemska armén rekryterades, liksom den engelsk-europeiska, genom värvning.

## Styrka

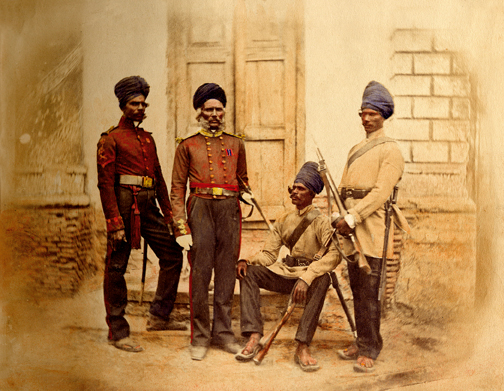
Soldater från Madras Sappers and Miners i Lucknow, 1857-1858

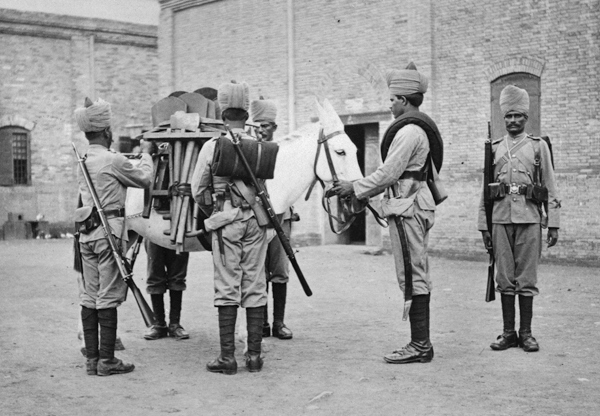
Bombay Sappers and Miners i Kina, 1900

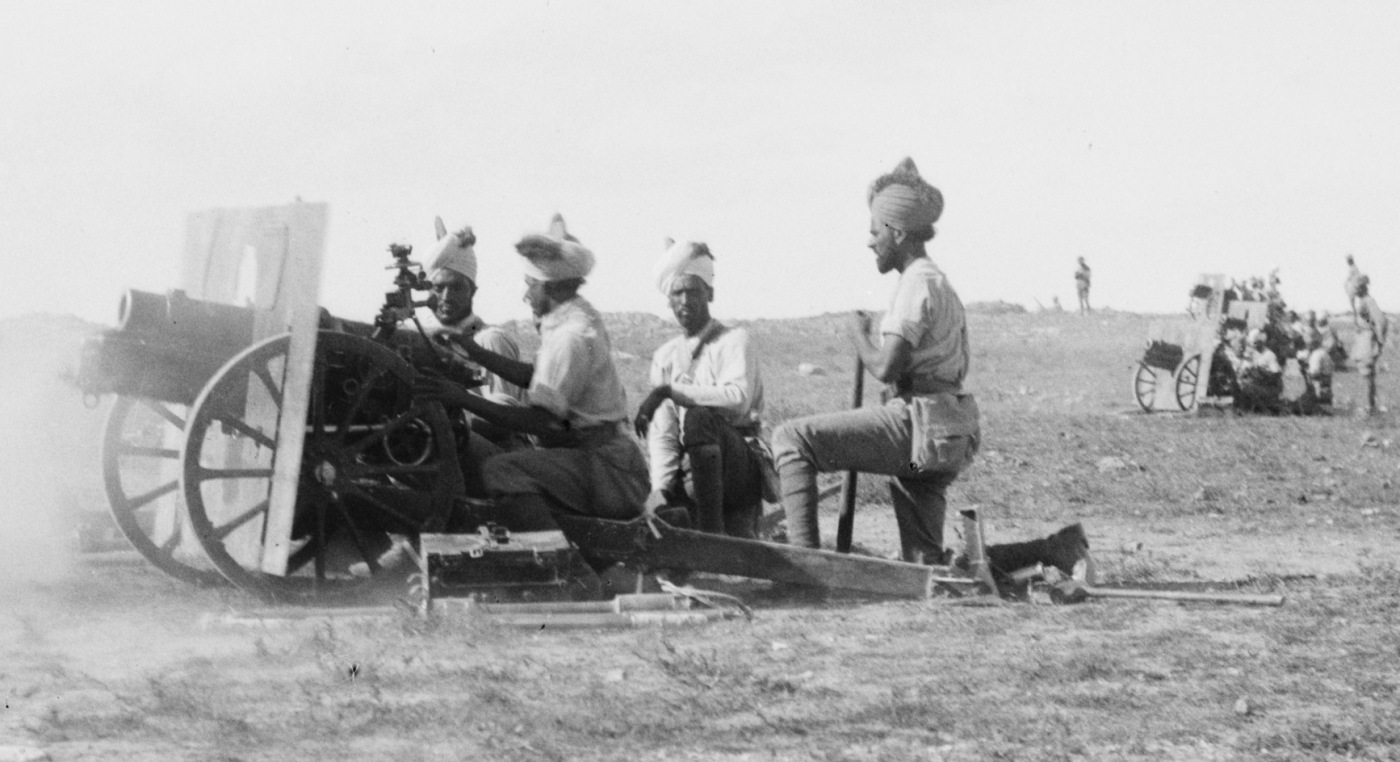
Indiskt bergsartilleri utanför Jerusalem, 1917

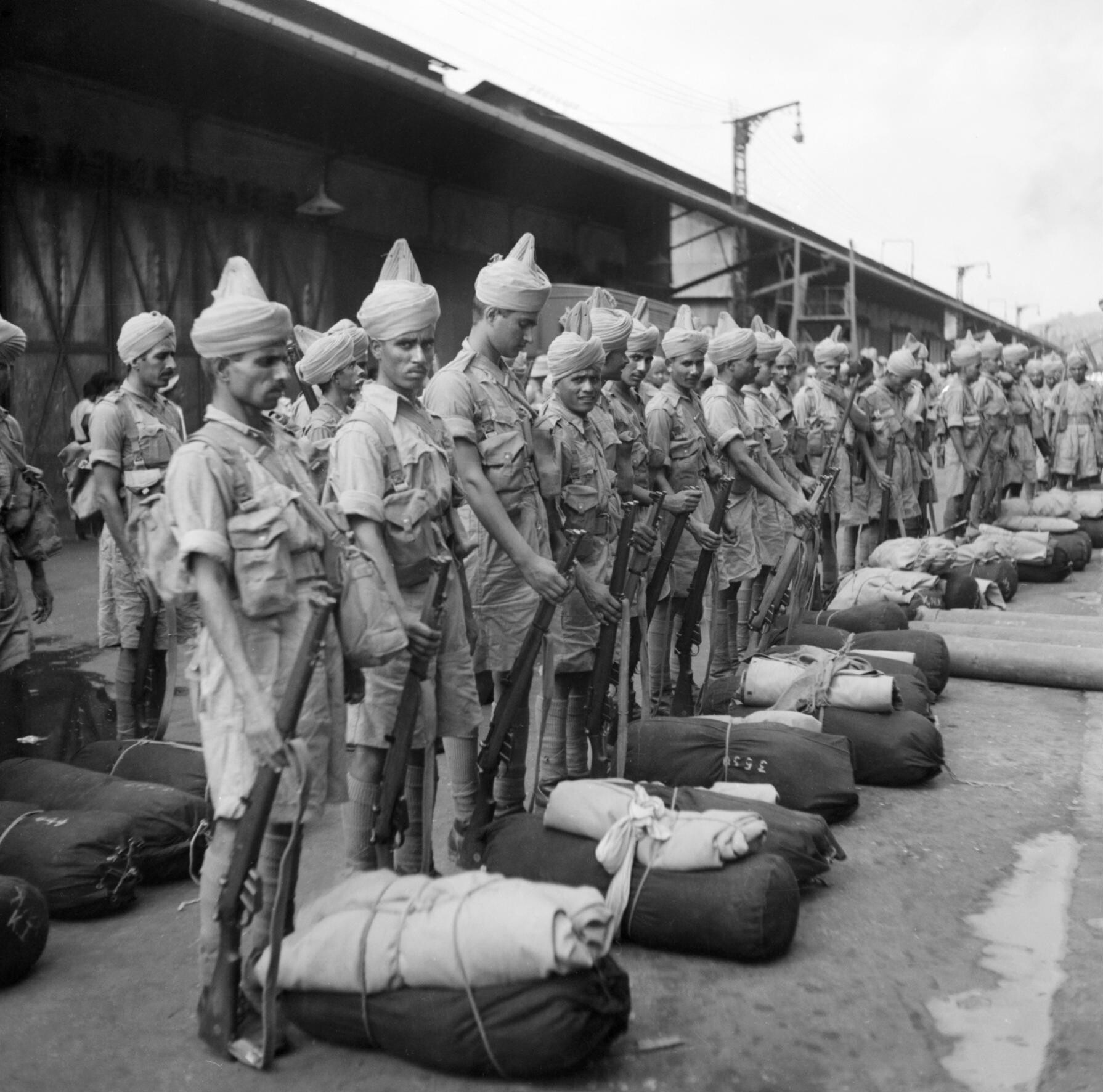
Indiska trupper i Singapore, 1941

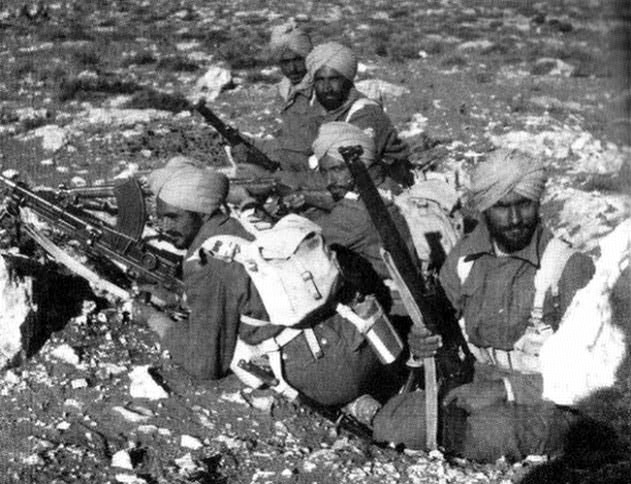
Indiska trupper går i ställning under Operation Crusader, 1941

Hela den brittisk-indiska armén var till 1890-talet delad i 3 arméer, vilka 1877-78 hade följande styrka.
- Bengaliska armén 104 216 man (därav 40 283 man européer)
- Madras-armén 47 026 man (därav 12 733 européer)
- Bombay-armén 38 355 man (därav 11 710 européer)

De till Indien förlagda brittiska trupperna uppgick 1907-8 till 75 000 man i följande förband.
- 52 infanteribataljoner
- 9 kavalleriregementen
- 64 artilleribatterier

De inhemska trupperna uppgick samma år till 158 000 man i följande förband.
- 140 infanteribataljoner
- 40 kavalleriregementen
- 11 bergsbatterier

De brittiska och de inhemska trupperna var sammanförda i 10 divisioner samt 3 gränsbrigader och garnisonen i Aden. Armén var sedan 1907 delad i två fältarméer, en i nord och en i syd. Hela armén stod under en överbefälhavare med ett fullständigt högkvarter i Calcutta (sommartiden i Simla, nuvarande Shimla). Därtill kom vasallstaternas kontingenter om sammanlagt 137 000 man. Armébudgeten uppgick 1907-8 till 308 miljoner rupier. 

## Tidsaxel
- 1857 och tidigare: Ostindiska Kompaniets truppstyrkor kallades i ungefärlig översättning Ostindiska Kompaniets armé i Indien.
- 1858: "Indian Army" bildades av britterna efter Sepoyupproret, samtidigt som den brittiska regeringen tog över kontrollen över Indien från Brittiska Ostindiska Kompaniet.
- 1858–1894: "Indian Army" avsåg armén finansierad av Indiens regering, vilket inkluderade såväl brittiska trupper, kommenderade från moderlandet, som inhemskt rekryterade förband av sepoyer. Under denna period började britterna rekrytera punjabis och pashtuner, vilka ansågs som mer pålitliga än de högre kast från Oudh som tidigare varit starkt företrädda i armén.
- 1895–1902: "Indian Army" användes som en överordnad benämning för de separata härar som hölls i Brittiska Indiens "presidenturer": Bengaliska armén, Madrasarmén, Bombayarmén.
- Efter 1902: Hela krigsmakten stod under en överbefälhavare (commander in chief), som till biträde hade ett fullständigt högkvarter och som hade sitt säte i Calcutta, sommartiden i Shimla. Överbefälhavaren lydde i sin ordning under generalguvernören. Till förestående trupper kunde ytterligare läggas vasallstaternas kontingenter, uppgående till 137 000 man, på vilka man dock icke obetingat kunde lita. En del av officerarna och underofficerarna vid de infödda trupperna var britter, de övriga jämte manskapet infödda. Det senare anskaffades genom värvning. För officerarnas utbildning fanns en kadettskola, och en krigsakademi var i början av 1900-talet under bildning. På arméns utbildning blev mycket gjort under det tidiga 1900-talet; dess organisation och utrustning överensstämde i huvudsak med brittiska arméns.
- 1903–1947:"Indian Army" var nu de styrkor som rekryterats lokalt och som var permanent förlagda till Indien, tillsammans med sina brittiska officerare. Till detta kom "Brittiska armén i Indien" bestående av brittiska arméförband posterade tillfälligt i Indien. Tillsammans benämndes "Indian Army" och "Brittiska armén i Indien" under denna tid "Army of India".
- 1904 Som följd av en politiskstrategisk maktkamp mellan Ryssland och England detta beslöt England att annektera Tibet, och gjorde så med en expeditionsstyrka under befäl av överste Younghusband. Dalai Lama flydde till Mongoliet, och Tibet skrev under ett fredsfördrag med England 7 september 1904.
- Flottan bestod 1908 av 4 större truppfartyg (18 287 ton), 4 andra ångare av omkring 1 000 ton var samt mindre fartyg för hamn- och flodtjänst, kustmätning, minläggning o.s.v., alla utan militäriskt värde.
- Före första världskriget: Försvarsväsendet var på det sättet ordnat, att förutom en brittisk här av till Indien förlagda trupper, 52 bataljoner, 9 kavalleriregementen, 64 ridande, åkande och bergsbatterier m.m. med tillsammans 75 000 man, fanns en infödd här av 140 bataljoner, 40 regementen kavalleri, 11 bergsbatterier m.m. med en styrka av 158 000 man, vartill kom 27 500 infödda reservister, 34 000 "volunteers" (engelsmän) i 61 kårer, 18 000 man "rikstrupper" (imperial service troops) i 41 kårer, 14 500 man gränsmilis och 17 500 man polistrupper, allt som allt 345 000 man.
- De brittiska och de infödda trupperna var sammanförda i 10 divisioner, vilka var försedda med allt för omedelbar utryckning erforderligt, jämte 3 gränsbrigader och besättningen i Aden. Divisionerna och de övriga trupperna var sedan 1907 förenade i en nord- och en sydarmé med huvudorter i Naini Tal och Poona, vardera armén under en befälhavare med fullständig stab.
- 1939-1945: Indiska trupper deltog även i andra krig, på britternas sida, men under andra världskriget kom frivilliga indiska trupper att utgöra den största frivilligstyrkan i krigshistorien med en truppstyrka på 2 500 000 man.
- 1947-1950: Vid självständigheten från britterna 1947 behöll britterna fyra regementen med Gurkhasoldater, en del förband tillföll det nybildade Pakistan, medan lejonparten övergick till det självständiga Indien.

## Överbefälhavare
- 1857 Colin Campbell, 1st Baron Clyde
- 1861 Hugh Henry Rose, 1st Baron Strathnairn, of Strathnairn and Jhansi
- 1865 William Rose Mansfield, 1st Baron Sandhurst
- 1870 Robert Cornelius Napier, 1st Baron Napier of Magdala
- 1876 Frederick Paul Haines
- 1881 Donald Martin Stewart
- 1885 Frederick Sleigh Roberts, 1st Earl Roberts of Kandahar, Pretoria and Waterford
- 1893 George Stewart White
- 1898 Charles Edward Nairne, tillförordnad
- 1898 William Stephen Alexander Lockhart
- 1900 Arthur Power Palmer
- 1902 Horatio Herbert Kitchener, 1st Earl Kitchener of Khartoum
- 1909 Garret O'Moore Creagh
- 1914 Harry Beauchamp Duff
- 1916 Charles Carmichael Monro
- 1920 Henry Seymour Rawlinson, 1st Baron Rawlinson
- 1925 Claude William Jacob
- 1925 William Riddell Birdwood, 1st Baron Birdwood of Anzac
- 1930 Philip Walhouse Chetwode, 1st Baron Chetwode
- 1935 Robert Archibald Cassels
- 1941 Claude Auchinleck
- 1941 Alan Fleming Hartley
- 1942 Archibald Percival Wavell, 1st Earl Wavell
- 1943 Claude Auchinleck

### Framträdande befäl inom armén
- Sir Neville Bowles Chamberlain
- Sir Robert Low

## Förband och enheter

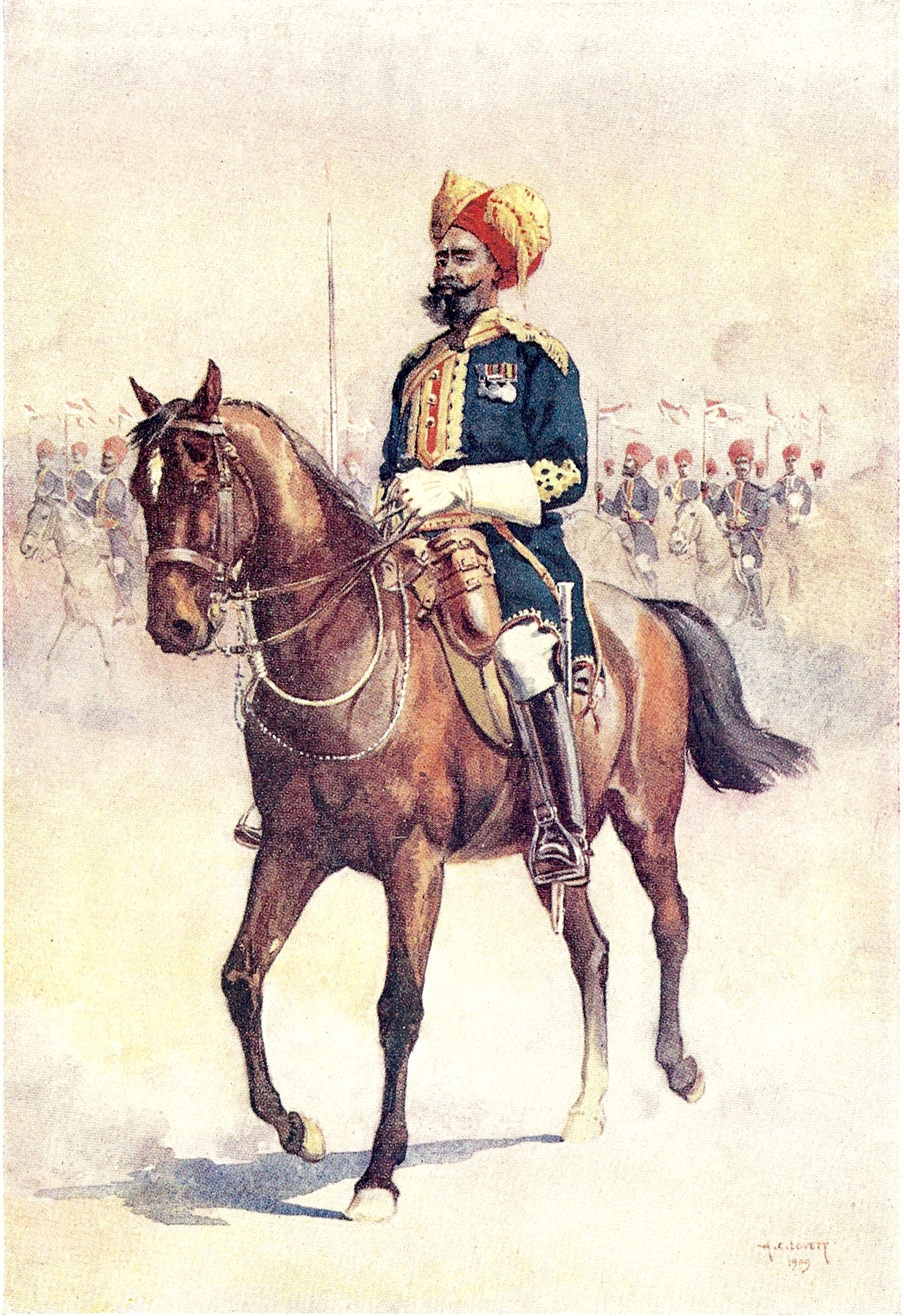
Risaldar Major vid 14th Murray's Jat Lancers (idag 20th Lancers, en pakistansk pansarbataljon).

Major Dighton Probyn, chef för 11th Regiment of Bengal Cavalry (Lancers) 1867 (Idag 5 Horse, en pakistansk pansarbataljon.

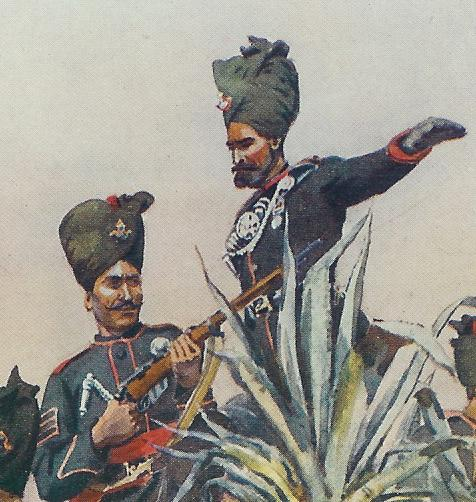
Indisk officer och underofficer vid 125th Napier's Rifles 1911 (idag 5th Battalion, the Rajputana Rifles, en indisk infanteribataljon).

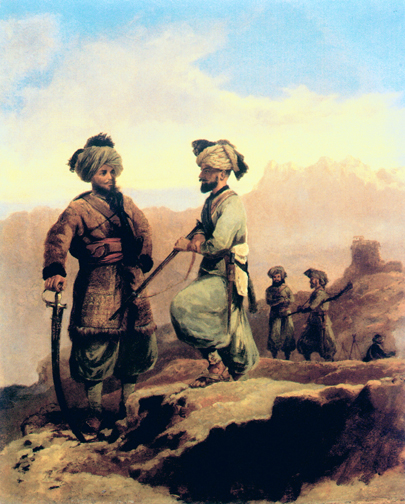
20th Punjab Regiment 1868 (idag 6th Battalion, The Punjab Regiment, en pakistansk infanteribataljon).

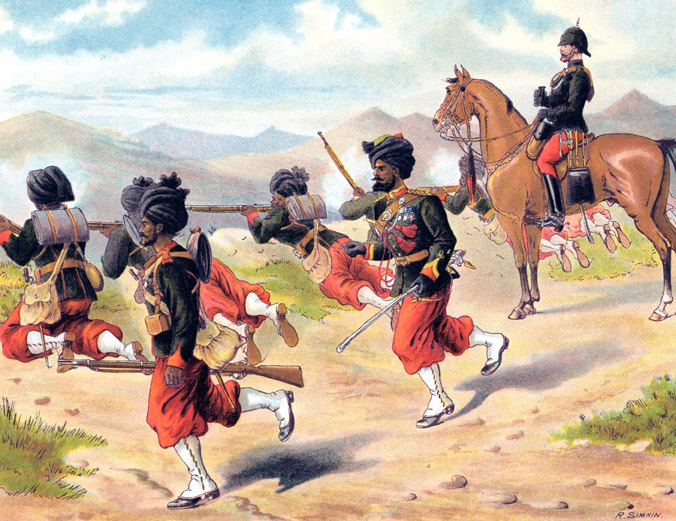
Manöver med 29th (Duke of Connaught's Own) Bombay Native Infantry 1885 (1903: 129th Duke of Connaught's Own Baluchis; idag: 11th Battalion of The Baloch Regiment, en pakistansk infanteribataljon).

### Kavalleriregementen 1903
- Governor General's Bodyguard
- Governor's Bodyguard, Madras
- Governor's Bodyguard, Bombay
- 1st Duke of York's Own Lancers (Skinner's Horse)
- 2nd Lancers (Gardner's Horse)
- 3rd Skinner's Horse
- 4th Lancers - (4th Cavalry in 1904)
- 5th Cavalry
- 6th Prince of Wales's Cavalry
- 7th Lancers - (7th Hariana Lancers in 1904)
- 8th Lancers - (8th Cavalry in 1904)
- 9th Hodson's Horse
- 10th Duke of Cambridge's Own Lancers (Hodson's Horse)
- 11th Prince of Wales's Own Lancers - (11th Prince of Wales's Own Lancers (Probyn's Horse) in 1904)
- 12th Cavalry
- 13th Duke of Cambridge's Own Lancers (Watson's Horse)
- 14th Murray's Jat Lancers
- 15th Lancers (Cureton's Multanis)
- 16th Cavalry
- 17th Cavalry
- 18th Tiawana Lancers
- 19th Lancers (Fane's Horse)
- 20th Deccan Horse
- 21st Prince Albert Victor's Own Cavalry (Frontier Force)
- 22nd Cavalry (Frontier Force) - (22nd Sam Browne's Cavalry (Frontier Force) in 1904)
- 23rd Cavalry (Frontier Force)
- 25th Cavalry (Frontier Force)
- 26th Light Cavalry
- 27th Light Cavalry
- 28th Light Cavalry
- 29th Lancers (Deccan Horse)
- 30th Lancers (Gordon's Horse)
- 31st Duke of Connaught's Own Lancers
- 32nd Lancers
- 33rd Queen's Own Light Cavalry
- 34th Prince Albert Victor's Own Poona Horse
- 35th Scinde Horse
- 36th Jacob's Horse
- 37th Lancers (Baluch Horse)
- 38th Central India Horse
- 39th Central India Horse

### Infanteriregementen 1903
- 1st Brahmans
- 2nd (Queen's Own) Regiment of Rajput Light Infantry
- 3rd Brahmans
- 4th Prince Albert Victor's Rajputs
- 5th Light Infantry
- 6th Jat Light Infantry
- 7th (Duke of Connaught's Own) Rajputs
- 8th Rajputs
- 9th Bhopal Infantry
- 10th Jats
- 11th Rajputs
- 12th Pioneers (The Keat-i-Ghilzai Regiment)
- 13th Rajputs (The Shekhawati Regiment)
- 14th Ferozepore Sikhs
- 15th Ludhiana Sikhs
- 16th Rajputs (The Lucknow Regiment)
- 17th The Loyal Regiment
- 18th Infantry
- 19th Punjabis
- 20th Duke of Cambridge's Own Punjabis - (20th Duke of Cambridge's Own Infantry (Brownlow's Punjabis) 1904)
- 21st Punjabis
- 22nd Punjabis
- 23rd Sikh Pioneers
- 24th Punjabis
- 25th Punjabis
- 26th Punjabis
- 27th Punjabis
- 28th Punjabis
- 29th Punjabis
- 30th Punjabis
- 31st Punjabis
- 32nd Sikh Pioneers
- 33rd Punjabis
- 34th Sikh Pioneers
- 35th Sikhs
- 36th Sikhs
- 37th Dogras
- 38th Dogras
- 39th Garhwal Rifles
- 40th Pathans
- 41st Dogras
- 42nd Deoli Regiment
- 43rd Erinpura Regiment
- 44th Mharawara Regiment
- 45th Rattray's Sikhs
- 46th Punjabis
- 47th Sikhs
- 48th Pioneers
- 51st Sikhs (Frontier Force)
- 52nd Sikhs (Frontier Force)
- 53rd Sikhs (Frontier Force)
- 54th Sikhs (Frontier Force)
- 55th Coke's Rifles (Frontier Force)
- 56th Punjabi Rifles (Frontier Force)
- 57th Wilde's Rifles (Frontier Force)
- 58th Vaughan's Rifles (Frontier Force)
- 59th Scinde Rifles (Frontier Force)
- 61st Pioneers
- 62nd Punjabis
- 63rd Palamcottah Light Infantry
- 64th Pioneers
- 65th Carnatic Infantry
- 66th Punjabis
- 67th Punjabis
- 69th Punjabis
- 71st Coorg Infantry
- 72nd Punjabis
- 73rd Carnatic Infantry
- 74th Punjabis
- 75th Carnatic Infantry
- 76th Punjabis
- 77th Moplah Rifles
- 78th Moplah Rifles
- 79th Carnatic Infantry
- 80th Carnatic Infantry
- 81st Pioneers
- 82nd Punjabis
- 83rd Wallajahabad Light Infantry
- 84th Punjabis
- 86th Carnatic Infantry
- 87th Punjabis
- 88th Carnatic Infantry
- 89th Punjabis
- 90th Punjabis
- 91st Punjabis (Light Infantry)
- 92nd Punjabis
- 93rd Burma Infantry
- 94th Russell's Infantry
- 95th Russell's Infantry
- 96th Berah Infantry
- 97th Deccan Infantry
- 98th Infantry
- 99th Deccan Infantry
- 101st Grenadiers
- 102nd Grenadiers
- 103rd Mahratta Light Infantry
- 104th Wellesley's Rifles
- 105th Mahratta Light Infantry
- 106th Hazara Pioneers
- 107th Pioneers
- 108th Infantry
- 109th Infantry
- 110th Mahratta Light Infantry
- 112th Infantry
- 113th Infantry
- 114th Mahrattas
- 116th Mahrattas
- 117th Mahrattas
- 119th Infantry (The Mooltan Regiment)
- 120th Rajputana Infantry
- 121st Pioneers
- 122nd Rajputana Infantry
- 123rd Outram's Rifles
- 124th Duchess of Connaught's Own Baluchistan
- 125th Napier's Rifles
- 126th Baluchistan Infantry
- 127th Baluch Light Infantry
- 128th Pioneers
- 129th Duke of Connaught's Own Baluchis
- 130th Baluchis
- 1st Gurkha Rifles (The Malaun Regiment)
- 2nd Gurkha Rifles|2nd Prince of Wales's Own Gurkha Rifles (The Sirmoor Rifles)
- 3rd Gurkha Rifles
- 4th Gurkha Rifles
- 5th Gurkha Rifles|5th Gurkha Rifles (Frontier Force)
- 6th Gurkha Rifles
- 7th Gurkha Rifles
- 8th Gurkha Rifles
- 9th Gurkha Rifles
- 10th Gurkha Rifles

### Förband som blev brittiska efter 1947
Gurkhabrigaden
- 2nd King Edward VII's Own Gurkha Rifles (The Sirmoor Rifles)
- 6th Gurkha Rifles (senare: Queen Elizabeth's Own)
- 7th Gurkha Rifles (senare: Duke of Edinburgh's Own)
- 10th Gurkha Rifles (senare: Princess Mary's Own)